# Michael Dose
Michael Dose (* 10. März 1945 in Scharnebeck) ist ein Hamburger Politiker der SPD und ehemaliges Mitglied der Hamburgischen Bürgerschaft.

## Leben
Michael Dose wuchs in Hamburg-Wilhelmsburg auf und trat 1962 in den öffentlichen Dienst ein. Dort machte er eine Ausbildung zum Regierungsinspektor und arbeitet ab 1969 bei der Behörde für Ernährung und Landwirtschaft. Er studierte danach auf Lehramt und begann seine Lehrerlaufbahn ab 1979. Später war er als Rektor der Grundschule Prassekstraße (Kirchdorf/Wilhelmsburg) tätig.
Neben der parlamentarischen Arbeit ist Dose Zweiter Vorsitzender der Rathauskicker und Mitglied der Gewerkschaft ver.di.

## Politik
Dose ist seit 1974 SPD-Mitglied und wurde in den Vorstand des SPD-Distrikt Ochsenwerder/Moorfleet gewählt. Von 1983 bis 1991 war er Mitglied des Ortsausschusses Vier- und Marschlande.
Er war von 1991 bis 2004 Mitglied der Hamburgischen Bürgerschaft und war Fachsprecher seiner Partei für Verkehr und Landwirtschaft.
Im Parlament saß er während der 17. Wahlperiode für seine Fraktion unter anderem im Eingabenausschuss, Bau- und Verkehrsausschuss und Umweltausschuss. Zudem war er in anderen Wahlperioden im Sportausschuss und im Ausschuss für die Situation und die Rechte der Ausländer.
Bei der Wahl 2008 wurde Michael Dose in die Bezirksversammlung Harburg gewählt, wo er seitdem Fachsprecher für Wirtschaft, Arbeit und Verkehr ist.